# Benny Morton
Henry Sterling Morton, dit Benny Morton, né le 31 janvier 1907 à New York et mort le 28 décembre 1985 dans la même ville, est un tromboniste de jazz et de swing.
Il joue à ses débuts, en 1923, dans l'orchestre de Clarence Holiday (en), le père de Billie Holiday, à Harlem. Il accompagne Fletcher Henderson de 1927 à 1929, Don Redman de 1932 bis 1937, et Count Basie jusqu'en 1939, avec l'orchestre duquel il participe à plusieurs enregistrements de Billie Holiday, et également dans les orchestres de Chick Webb et Raymond Scott. Dans les années 1940, il rejoint de plus petites formations comme celles de Teddy Wilson (qu'il quitte en 1944), Joe Sullivan et Edmond Hall qui jouent toutes au club Café Society. Il dirige son propre orchestre à partir de 1946, se produit dans les théâtres de Broadway et, à partir de 1959, au Radio City Music Hall. Il enregistre également avec Buck Clayton et Ruby Braff. Dans les années 1960, il apparaît aux côtés de Bobby Hackett (en) et de Wild Bill Davison (en), puis dans les années 1970 dans les tournées du World’s Greatest Jazz Band (de), puis dans les tournées de The Top Brass (avec Bob Brookmeyer, Maynard Ferguson, Clark Terry, Doc Cheatham (en)) et des Saints and Sinners avec Bud Freeman, Bob Wilber und Yank Lawson (en).

## Discographie
- * The Benny Morton and Jimmy Hamilton Blue Note Swingtets (1945). Mosaic, 1986, avec Barney Bigard, Ben Webster, Sammy Benskin (en), Israel Crosby, Eddie Dougherty (en).